# 磐田市立豊田南中学校
磐田市立豊田南中学校（いわたしりつ とよだみなみちゅうがっこう）は、静岡県磐田市立野にある市立中学校。

## 沿革
- 1982年2月 - 組合立豊田中学校より分離新設決定
- 1984年2月22日 - 校舎棟・体育館・プール起工
- 1985年
  - 2月21日 - 校歌制定
  - 4月1日 - 開校（開校時の校名は豊田町立豊田南中学校）
  - 4月17日 - 文部省（当時、現文部科学省）より「格技指導」、県教委より「健康教育」研究指定を受ける
  - 5月21日 - 落成竣工式
- 1986年
  - 3月13日 - 校訓制定
  - 3月20日 - 同窓会発足
- 1988年8月25日 - 健康優良校として県学校保健会長表彰
- 1989年
  - 10月3日 - 屋外トイレ設置
  - 11月14日 - 学校環境衛生優良賞表彰
- 1991年3月25日 - 駐車場設置
- 1994年
  - 3月20日 - 石庭設置
  - 7月31日 - 藤棚設置。かつての豊田町の町の花であったため。
  - 11月5日 - 県PTA連絡協議会長賞表彰
- 1995年
  - 4月1日 - 福祉実践校として、県教育実践委託（1997年度まで）
  - 7月20日 - 生徒会の天竜川河川美化活動に対し、建設省（当時、現国土交通省）中部建設局浜松工事事務所より表彰
  - 10月19日 - 県環境衛生自治推進協会連合会長表彰
- 1996年10月19日 - 県PTA連絡協議会長表彰
- 1998年9月1日 - 給食厨房解体、豊田町（現磐田市）給食センターへ業務移管
- 1999年1月29日 - 午後3時ごろ理科準備室で火災発生
- 2000年3月31日 - ベルマーク教育助成財団表彰（ベルマーク50万点）
- 2001年度~2002年度 - 音楽室・体育館・トイレ・昇降口などバリアフリー化工事
- 2001年7月19日 - 生徒会の天竜川河川美化活動に対し、国土交通省中部整備局長表彰
- 2002年8月31日 - 本校体育館が2003年に開催される国体の会場となったため、改修工事が行われる
- 2003年
  - 4月1日 - 文部科学省より研究開発学校（福祉）の指定を受ける（2005年度まで）。これにより、総合的な学習の時間に代わり、「福祉科」の授業が設置される。
  - 10月26日 - 本校の体育館が、第58回NEWわかふじ国体成年女子バスケットボールの会場となる
- 2005年4月1日 - 市町村合併に伴い、磐田市立豊田南中学校へ改称

## 学区
- 磐田市立青城小学校
- 磐田市立豊田南小学校

## アクセス
- JR東海道線豊田町駅下車、北へ徒歩約10分
- 遠鉄バス80中ノ町磐田線 ｢宮之一色西｣停留所から、徒歩8分

## 学校行事
- 5月：修学旅行（関西方面）、遠足、中体連市大会
- 7月：中体連地区大会（磐周大会）
- 9月後半：体育大会
- 11月前半：虹南祭（こうなんさい：合唱コンクール）

## 部活動
- 全員加入制ではない。近年、少子化の影響や塾通いなどといった中学生の生活スタイルの変化に伴い、2000年代以降部活に入らない生徒が増えている。
- 近年は女子ソフトテニス部の活動が盛ん。
- 陸上部、水泳部は廃止されたが、廃止後も数名が大会に出場している（ただし、他の部と兼ねているケースあるいは部活には入らずスポーツクラブに所属しているケースが多い）。

以下は2008年8月現在の部活動である。

### 運動部
- サッカー部
- 野球部（男）
- ソフトボール部（女）
- ソフトテニス部（男女）
- 卓球部（男女）
- バスケットボール部（男女）
- バレーボール部（女）

### 文化部
- 吹奏楽部
- 総合文化部（活動内容はほぼ美術部に近い）

### 過去
- 剣道部（2002年8月廃止。2003年度に同好会という形で復活したが、2004年度に再び廃止された。）
- 陸上部（2002年8月廃止）
- 水泳部
- バレーボール部（男）
- 柔道部（2004年9月から活動休止中）

## 校歌
- 作詞 高橋喜久晴 作曲 木津文彦
- 「明日に架ける虹」というサブタイトルがついている。ちなみに文化祭の名前でもある虹南祭の由来となっている。
- 歌詞は、学校生活の心得と天竜川・藤の花・金木犀などといった旧豊田町の象徴となるものが織り交ぜられている。
- 歌詞の一部に外来語（フェニックス）が含まれている。ただし、歌詞の表記は不死鳥と当て字になっている。

## 余談・逸話
- 当初は自衛隊の飛行訓練ルートの真下に立地しているため全教室に空調設備を配備、その為廊下の天井が低くなっている。開校当初は空調設備は存在したが、同町内の磐田市立豊田中学校に同様の設備が無い為、当校だけ空調設備を使用する事が出来なかった。その後磐田市立豊田中学校に同様の設備を配置する目処が立たなかった為、一度も使用されなかった当校の空調設備を撤去した。（年代不明）
- 校舎の一部の色は、かつての豊田町の町の木であった金木犀にちなんだ色になっている。
- 本校のプールは、近隣の学校には少ないスタンドがある。

## 主な卒業生
- 野久保直樹（俳優・タレント）